# منوس کنوتسون
منوس کنوتسون (انگلیسی: Magnus Knutsson؛ زادهٔ ۱۲ مارس ۱۹۶۳) دوچرخه‌سوار اهل سوئد است.